# Посада (Румунія)
Посада (рум. Posada) — село у повіті Прахова в Румунії. Адміністративно підпорядковане місту Комарнік.
Село розташоване на відстані 101 км на північ від Бухареста, 50 км на північний захід від Плоєшті, 40 км на південь від Брашова.

## Населення
За даними перепису населення 2002 року у селі проживали 1508 осіб, усі — румуни. Усі жителі села рідною мовою назвали румунську.